# Anodorhynchus
Anodorhynchus este un gen de papagal ara albastru mare din habitate deschise și semi-deschise din centrul și estul Americii de Sud.

## Taxonomie
Genul Anodorhynchus (Spix, 1824) este unul dintre cele șase genuri de papagali ara din America Centrală și de Sud din tribul Arini. Ara și perușii alcătuiesc clada papagalilor cu coadă lungă care, împreună cu clada soră papagalii amazonieni cu coadă scurtă și aliații, alcătuiesc subfamilia Arinae a papagalilor neotropici din familia Psittacidae a papagalilor tipici. Există trei specii recunoscute în prezent (două existente și una probabil dispărută), toate monotipice:
- Anodorhynchus glaucus
- Anodorhynchus hyacinthinus
- Anodorhynchus leari

## Galerie

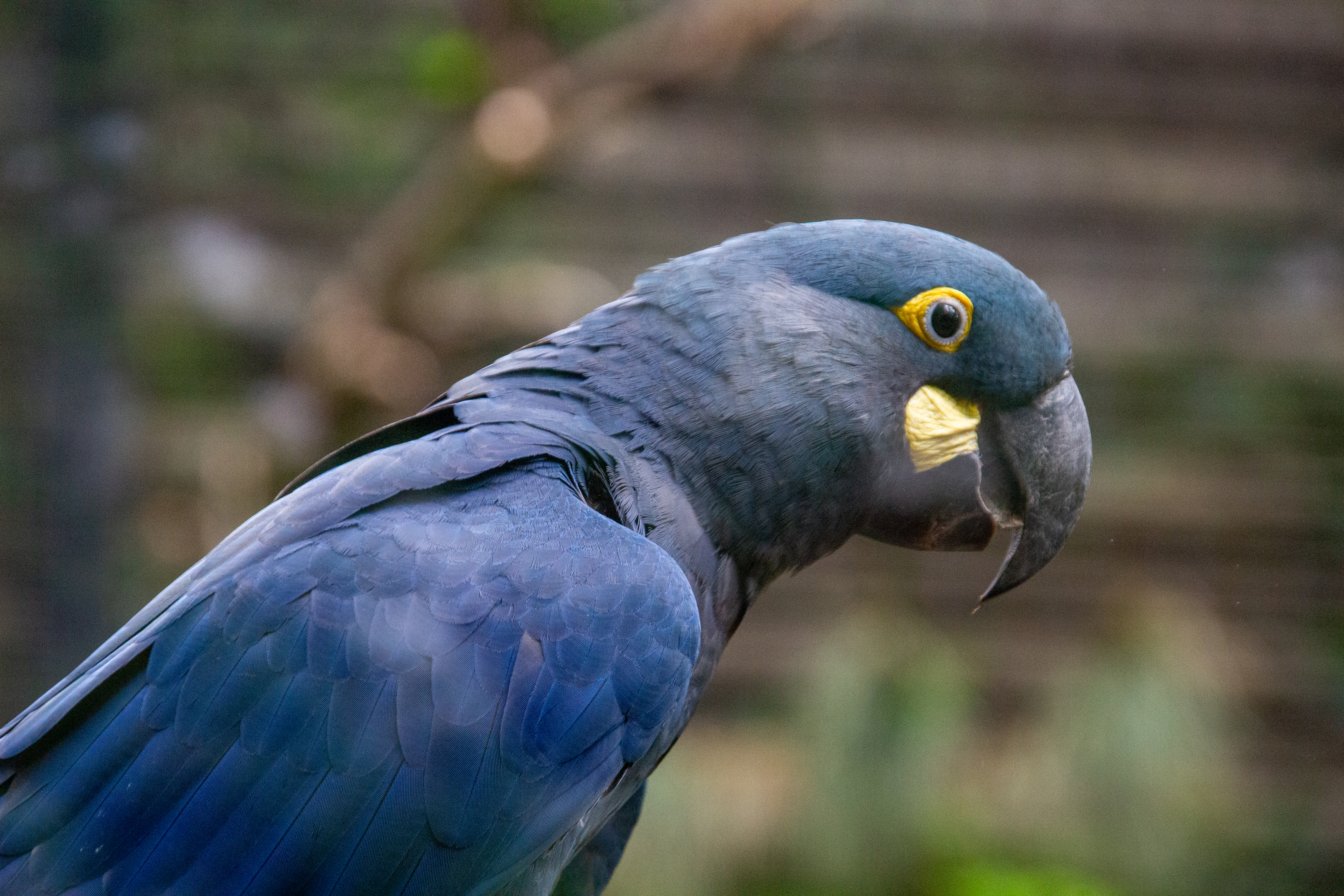
Anodorhynchus leari
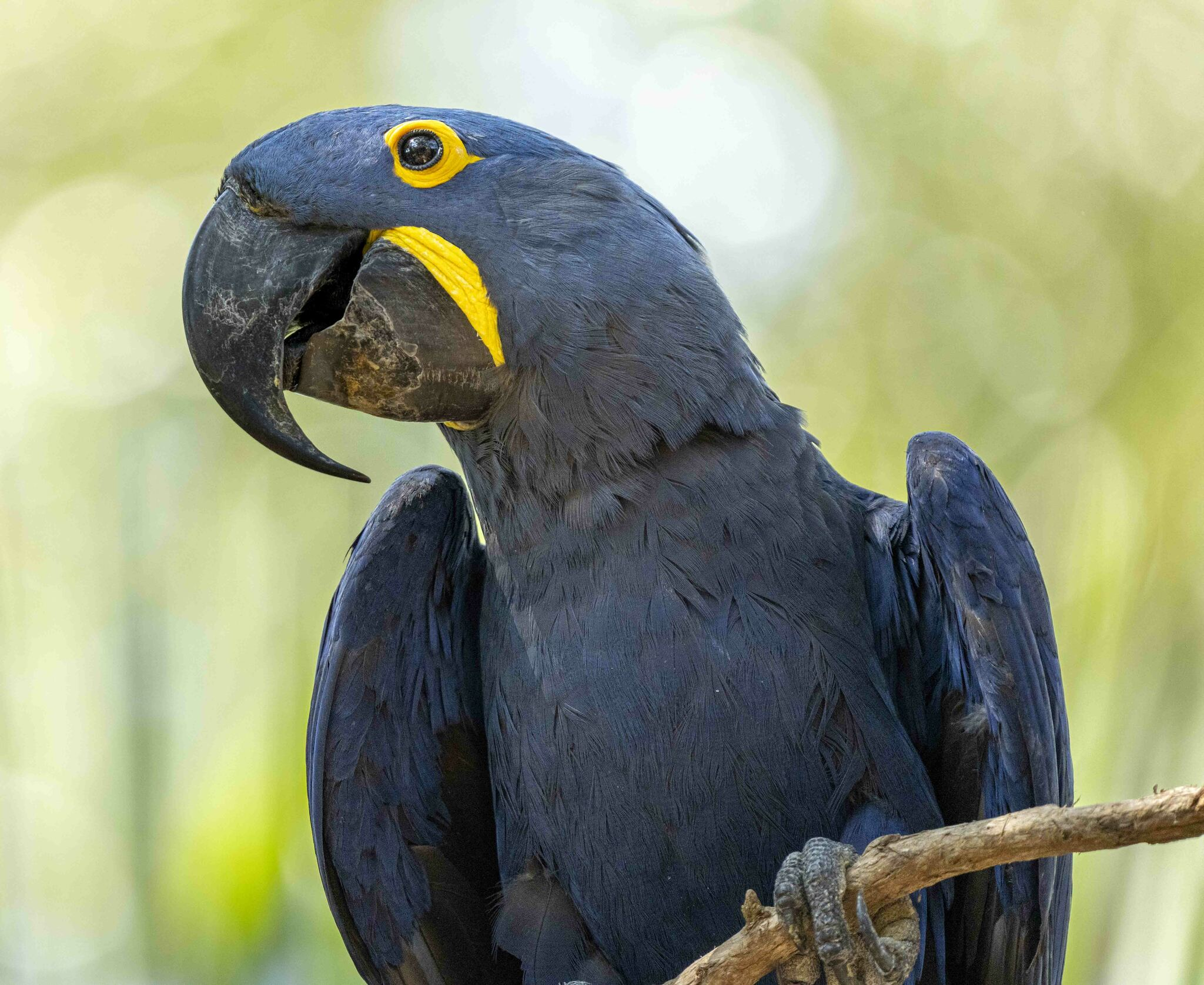
Anodorhynchus hyacinthinus